# Eva Nordmark
Eva Nordmark, née le 21 février 1971 à Luleå (Suède), est une femme politique suédoise, membre du Parti social-démocrate suédois des travailleurs.
De 2019 à 2022, elle est ministre du Travail dans le gouvernement Löfven.

## Jeunesse
Née à Luleå, Eva Nordmark obtient un diplôme en science politique à l'université de technologie de Luleå en 1994.
À l'adolescence, elle visite le conseil municipal de sa ville natale pour découvrir comment ses membres travaillent, début de son intérêt pour la politique.

## Carrière
À 24 ans, elle est nommée au Riksdag pour le Norrbotten. Elle est députée de 1995 à 1998.
De 2011 à 2019, elle est la directrice générale de l'Organisation centrale des travailleurs intellectuels de Suède. C'est l'une des plus grandes organisations du monde dans ce domaine, avec près de 1,2 million de membres. Elle quitte son poste lors de sa nomination au gouvernement.
Le 10 septembre 2019, elle est nommée ministre du Travail de Suède par le Premier ministre Stefan Löfven en remplacement d'Ylva Johansson.